# Nachtragsmanagement
Bei Bauverträgen versteht man unter Nachtragsmanagement  die Handhabung von „Nachträgen“.
Solche Nachträge bezeichnen im weitesten Sinne nachträgliche Leistungsänderungen gegenüber dem ursprünglichen Vertrag (vgl. § 650c Abs. 2 Satz 1 BGB) sowie die hiermit verbundene Vergütungsanpassung (siehe Althaus / Bartsch / Kattenbusch, „Nachträge im Bauvertragsrecht – Nachtragsvergütung, Entschädigung und Schadenersatz bei Bauverträgen nach BGB und VOB/B“, 2. Auflage, 2022).
In diesem Zusammenhang sind neben den klassischen Vergütungsnachträgen auch die sogenannten Behinderungsnachträge wegen Annahmeverzugs des Auftraggebers (folgend „AG“) (§§ 304, 642 BGB) sowie Schadensersatzansprüche des Auftragnehmers (folgend „AN“) wegen schuldhafter Verletzung von Vertragspflichten seitens des Auftraggebers von Bedeutung.
Gesichtspunkte wie Einfluss auf die Bauzeit, sonstige Erschwernisse etc. führen dazu, dass Nachtragsmanagement ein breit gefächertes Wissen in der Bautechnik, des Baubetriebs, der Kalkulation von Baupreisen und dadurch entstehenden juristischen Zusammenhängen erfordert.

## Ursachen für Nachträge
Es ist fast üblich, dass der AN die veränderte Leistung mittels einer eigens verfassten Beschreibung mit seinen Preisen versehen anbietet. Die Pflicht zur Beschreibung der Leistung obliegt jedoch aus verschiedensten Gründen dem AG bzw. dessen Planer. Die klare Planungspflicht und -verantwortung des AG ergibt sich nach VOB/A § 7 Abs. 1 Nr. 1 und Nr. 2 i. V. mit VOB/B § 1 Abs. 3 und 4.
Laut Vygen ist die Beschreibung der Leistungen durch den Auftragnehmer „wesentliche Ursache für die vielen und häufig langwierigen Streitigkeiten der Bauvertragspartner über Grund und Höhe von Nachtragsforderungen“.
Die Auftragnehmerseite initiiert mittels ihres „Claim-Managements“ nicht selten die „Nachträge“. Hierzu wird bereits im Stadium der Angebotskalkulation der Hauptauftragsleistung nach Lücken in den Vergabeunterlagen, nach Mengenfehlern und sonstigen Widersprüchen gesucht. Dies erkennend, bietet sich für die Bieterseite Spekulationspotential in der Preisbildung, da vorhersehbar ist, dass es beim Bauen zu Vertragsänderungen kommen muss. Im Bereich der öffentlichen Auftraggeber ist der Bewerber verpflichtet, auf Unklarheiten in den Vergabeunterlagen hinzuweisen:
„Mitteilung von Unklarheiten in den Vergabeunterlagen Enthalten die Vergabeunterlagen nach Auffassung des Bewerbers Unklarheiten, so hat er unverzüglich die Vergabestelle vor Angebotsabgabe in Textform darauf hinzuweisen“.
Diese Pflicht ist juristisch jedoch als recht eingeschränkt einzustufen, denn nach VOB/A § 7 muss zuallererst der Auftraggeber für eine fehlerfreie Beschreibung der Leistung sorgen. Die vorgenannte Pflicht des Bewerbers kann daher nur auf „ins Auge springende“ Fehler in der Beschreibung ausgelegt werden. Es kann nicht Aufgabe des Bewerbers sein, die Unterlagen des Ausschreibenden nach Fehlern abzusuchen. In VOB/A § 7 Abs. 1 Nr. 1 ist geregelt:
„Die Leistung ist eindeutig und so erschöpfend zu beschreiben, dass alle Bewerber die Beschreibung im gleichen Sinne verstehen müssen und ihre Preise sicher und ohne umfangreiche Vorarbeiten berechnen können.“
Ist dies nicht der Fall und kommt es vor der Angebotseröffnung zu keiner Klarstellung der etwaigen Widersprüche, Lücken, Fehler etc., so ist in der Regel eine Wertung der Angebote nach VOB/A § 16 nur erschwert und eingeschränkt möglich.
Der Bayerische Oberste Rechnungshof hat 2016 die Ursachen für Nachträge untersucht und dargestellt, welche Mängel bei der Bearbeitung von Nachträgen auftreten.

## Bildung von „Nachtragspreisen“
Im Bereich öffentlicher Auftraggeber unterliegt die Abwicklung von Vertragsänderungen der VOB, der Vergabe- und Vertragsordnung für Bauleistungen. In dieser ist im Teil B (Vertragsbedingungen für die Ausführung von Bauleistungen) beispielsweise für bisher im Vertrag nicht vorgesehene Leistungen („Zusätzliche Leistungen“) folgendes geregelt.
VOB/B § 2 Abs. 6 Nr. 2: „Die Vergütung bestimmt sich nach den Grundlagen der Preisermittlung für die vertragliche Leistung und den besonderen Kosten der geforderten Leistung“.
Hieraus ergibt sich, dass der Preis für die neu zu beauftragende Leistung dem Preisniveau der bereits beauftragten zu entsprechen hat. Nahezu jegliche Kalkulation einer Bauleistung besteht aus Einzelkosten der Teilleistungen (EKdT), also direkt ermittelbaren, zuordenbaren Kosten der beschriebenen Leistung und ferner Gemeinkosten (GK). Hinzu kommt des Weiteren ein Ansatz für Wagnis und Gewinn (W+G). Die Summe all dessen ergibt den Einheitspreis pro Leistungseinheit (i. d. R. eine Position eines Leistungsverzeichnisses als Grundlage für einen Einheitspreisvertrag). Die Summe aller so gebildeten Einheitspreise ergibt die Gesamtangebotssumme. Die zuvor erwähnten Gemeinkosten unterscheiden sich wiederum in Baustellengemeinkosten (BGK) und Allgemeine Geschäftskosten (AGK).
Die einschlägige Literatur als auch die i. d. R. von Öffentlichen Auftraggebern anzuwendenden Vergabehandbücher des Bundes, der Länder oder der Kommunen benennen detailliert die meisten darunter verstandenen Kostenarten. Die Baustellen-Gemeinkosten entstehen auf der Baustelle im Gegensatz zu den Allgemeinen Geschäftskosten, die zumeist nicht vor Ort, sondern am Firmensitz der ausführenden Firma anfallen.

## Kein Automatismus bei den Gemeinkostenzuschlägen
Oftmals wird aus der Formulierung des zuvor erwähnten VOB/B § 2 Abs. 6 Nr. 2 fälschlicherweise geschlossen, es bestände auch für den „Nachtragspreis“ ein Automatismus hinsichtlich der Zuschläge für die Gemeinkosten (BGK/AGK). Da dem Ansatz für BGK in der Kalkulation des Hauptauftrages konkrete Kosten für Leistungen (Baustelleneinrichtung, Bauleitung etc.) zugrunde lagen, entspricht dieser Zuschlag der Höhe nach (in der Regel in %) nur selten dem der tatsächlichen Baustellengemeinkosten für die zusätzliche Leistung.
Nicht selten fallen für neue Leistungen kaum zusätzliche BGK an. Dies wird z. B. durch das Urteil des KG Berlin vom 17. Dezember 2013, AZ 7 U 203/12 (BGH, Beschluss vom 27. April 2016, VII ZR 24/14 [Nichtzulassungsbeschwerde zurückgewiesen]), untermauert, das dem Kläger eine dementsprechende Forderung zu Recht verweigerte.
Es hat sich dennoch eingebürgert, diesen Umstand nicht zu  hinterfragen, nämlich ob und falls ja in welcher Höhe auch für die neue Leistung überhaupt zusätzliche Baustellengemeinkosten anfallen. Hinsichtlich der Allgemeinen Geschäftskosten verhält es sich im Grunde entsprechend, wobei hier die herrschende Meinung den AGK-Zuschlag hierfür umsatzabhängig und als berechtigt sieht, ungeachtet dessen, ob und wie viele neue AGK im Betrieb für zusätzliche Leistungen anfallen. Beispielsweise bei Anwendung des Vergabe- und Vertragshandbuchs für Bauleistungen (VHB Bund) hat hier Relevanz, welche Kalkulationsart vom Auftragnehmer mittels der Preisblätter VHB 221 oder VHB 222 bei Auftragserteilung dokumentiert wurde.
Hierbei wird bei Verwendung des VHB 222 (Kalkulation über die Angebotsendsumme) unterstellt, dass die AGK grundsätzlich auftragsspezifisch fix sind. Dies kann ein Auftragnehmer jedoch widerlegen; am besten gleich anhand von Erläuterungen im Kalkulationsblatt VHB 222 selbst.
Bestätigend ausgeführt wird diese Denkweise zu den BGK im VOB-Standardwerk von Kapellmann und Schiffers Vergütung, Nachträge und Behinderungsfolgen beim Bauvertrag • Band 1: Einheitspreisvertrag
Geänderte Leistungen, Rdn. 1007:
„Ein Zuschlag für Baustellengemeinkosten ist dagegen – vorausgesetzt, es treten durch die auftraggeberseitige Anordnung keine zusätzlichen Baustellengemeinkosten auf – nur so lange anzusetzen, bis die kalkulierten Baustellengemeinkosten (BGK) gedeckt sind. Praktisch bedeutet das, dass ein Nachtrag nur dann Zuschläge für BGK umfassen darf, wenn die kalkulierten BGK nicht mehr durch kalkulierte Zuschläge gedeckt sind.“
sowie unter
Zusätz. Leistungen, Rdn. 1011:
… „Sobald der bisherige Deckungsstand erreicht ist, – also gemäß Rdn. 624, 629 Fall II eintritt –, gilt im Ergebnis vereinfacht das, was vorab schon unter Rdn. 1008 für die geänderte Leistung dargelegt worden ist: Zuschlagsätze dürfen nicht mehr Anteile zur Deckung der Baustellengemeinkosten beinhalten. Auch hier können, wie für geänderte Leistungen, zunächst die Zuschlagsätze für das Bausoll unverändert übernommen werden, wenn bei Stellung der Schlussrechnung eine Ausgleichsrechnung durchgeführt wird.“
Letztlich sei empfohlen, nachdem alle Leistungen, deren Umfang sowie Randbedingungen der Ausführung (Bauzeit oder ggf. Störungen und/oder Beschleunigungsmaßnahmen etc.) feststehen, eine Gemeinkostenüberprüfung vorzunehmen. Ziel dieser ist, etwaige Über- oder Unterdeckungen zu erkennen.